# Легень, Вальдемар
Вальдемар Легень (пол. Waldemar Legień, 28 августа 1963, Бытом, Польша) — польский дзюдоист, чемпион летних Олимпийских игр в Сеуле (1988) и Барселоне (1992).

## Спортивная карьера
Спортивные карьера началась в клубе Czarni Bytom. Первый успех пришел в 1981 году с выигрышем юношеского чемпионата Европы. В 1985 году в Хамаре он стал серебряным призёром чемпионата Европы, в 1986 году в Белграде выиграл бронзовую медаль. 1987 год принес ему третье место на чемпионате мира в Эссене.
28 сентября 1988 на Олимпиаде в Сеуле выиграл первую в истории Польши золотую олимпийскую медаль в дзюдо. В 1989 году в Белграде снова занял на чемпионате мира третье место, повторил этот результат и спустя два года в Барселоне. В 1990 году выиграл золото на чемпионате Европы во Франкфурте-на-Майне и стал серебряным призёром Игр доброй воли в Сиэтле.
На Олимпийских играх 1992 года в Барселоне во второй раз выиграл олимпийское золото. Стал третьим спортсменом в истории дзюдо, который выиграл две золотые олимпийские медали и вторым по счёту дзюдоистом после знаменитого Виллема «Вим» Рюски, завоевавшим две золотые олимпийские медали в разных весовых категориях. На Играх 1992 года он был знаменосцем олимпийской сборной Польши.
В 1988, 1992 годах по версии читателей популярного спортивного журнала «Przeglądu Sportowego» выбирался в качестве лучшего спортсмена года в Польше.
После Олимпийских игр 1992 года закончил спортивную карьеру. В 1993 году отправился в Францию, где работал тренером по дзюдо в Racing Club de France.

## Результаты на Олимпийских играх
Олимпийские игры 1988 (вес до 78 кг):
На Олимпийских играх в Сеуле в дзюдо в весе до 78 кг было немало именитых претендентов на победу. Франк Венеке (ФРГ), Хиротака Окада (Япония), Нейл Адамс (Великобритания), Башир Вараев (СССР). В конкурентной борьбе олимпийским чемпионом сумел стать Вальдемар Легень, победивший Башира Вараева в полуфинале решением судей и в финале Франка Венеке броском seoi-nage на иппон на 4:44 мин.
Олимпийские игры 1992 (вес до 86 кг):
На Олимпийских играх в Барселоне в дзюдо в весе до 86 кг фаворитом был японец Хиротака Окада, действующий двукратный чемпион мира, победитель Азиатских игр. Но на пути к финалу у него неожиданно выиграл тогда ещё малоизвестный канадец Николя Жиль. Вальдемар Легень сумел победить Жиля в полуфинале, а в финале, победив сильного французского дзюдоиста Паскаля Тайо, стал обладателем олимпийской золотой медали уже во второй раз.

## Видео
- Олимпийские игры 1988, дзюдо, 78 кг, финал: Вальдемар Легень (Польша) — Франк Венеке (ФРГ)
- Олимпийские игры 1992, дзюдо, 86 кг, финал: Вальдемар Легень (Польша) — Паскаль Тайо (Франция)